# Epialtoides murphyi
Epialtoides murphyi is een krabbensoort uit de familie van de Epialtidae. De wetenschappelijke naam van de soort is voor het eerst geldig gepubliceerd in 1948 door Garth.